# Robert Bales
Robert Bales   (Norwood, 30 de juny de 1973) és un ex soldat de l'Exèrcit dels Estats Units que va assassinar 16 civils afganesos a Panjwayi, Kandahar, Afganistan, l'11 de març del 2012, un esdeveniment conegut com la massacre de Kandahar. Per evitar la pena de mort es va declarar culpable de 16 càrrecs d'assassinat i 6 càrrecs d'assalt i intent d'assassinat en un acord de culpabilitat. El 23 d'agost de 2013 va ser sentenciat a cadena perpètua sense possibilitat de llibertat condicional. També va ser degradat al rang més baix, i expulsat de l'exèrcit amb la pèrdua de totes les retribucions i les bonificacions.
Robert Bales es va allistar a l'Exèrcit dels EUA al novembre de 2001, poc després dels atacs terroristes de l'11 de setembre. Va ser assignat inicialment al 2n batalló, 3r Infanteria de la 3a brigada Stryker, 2a Divisió d'Infanteria a Fort Lewis, prop de Tacoma, Washington. Va lluitar tres vegades a la Guerra de l'Iraq: dotze mesos entre 2003 i 2004, quinze mesos el 2006 i 2007 i deu mesos el 2009 i 2010. Durant el seu servei el 2007, segons informes, es va lesionar un peu a la Batalla de Najaf i el 2010 va ser tractat per un traumatisme cranioencefàlic després que el seu vehicle va bolcar en un accident.